# Васил Ангелов Горемчето
Васил Ангелов, известен като Васе Горемчето, е български революционер, войвода на Върховния македоно-одрински комитет.

## Биография
Ангелов е роден в 1876 или 1877 година в мелнишкото село Гореме, тогава в Османската империя, днес в България.
При избухването на Балканската война в 1912 година е доброволец в Македоно-одринското опълчение и е войвода в голямата чета №42 на Дончо Златков. С четата си прекъсва съобщенията между Петрич и Струмица. По-късно служи в 3 рота на 14 воденска дружина.